# تاكاشي كاساهارا
تاكاشي كاساهارا (باليابانية: 笠原 隆) (مواليد 26 مارس 1918)، هو لاعب كرة قدم ياباني سابق كان يلعب كلاعب وسط. سبق له أن لعب مع منتخب اليابان.

## وصلات خارجية
- تاكاشي كاساهارا على موقع ناشيونال فوتبول تيمز (الإنجليزية)
- تاكاشي كاساهارا على موقع عالم كرة القدم.نت (الإنجليزية)

- National Football Teams
- Japan National Football Team Database